# Istanbul Challenger 2001
L'Istanbul Challenger 2001 è stato un torneo di tennis facente parte della categoria ATP Challenger Series nell'ambito dell'ATP Challenger Series 2001. Il torneo si è giocato a Istanbul in Turchia dal 17 al 23 settembre 2001 su campi in cemento.

## Vincitori

### Singolare
Nikolaj Davydenko ha battuto in finale  Cyril Saulnier con il punteggio di 6–3, 6–3.

### Doppio
Jonathan Erlich /  Michaël Llodra hanno battuto in finale  Sander Groen /  Michael Kohlmann per walkover